# Lars Ostermann
Lars „Lasse“ Jan Kristoffer Gudmand Ostermann (* 7. Oktober 1916 in Aasiaat; † 5. März 1982) war ein grönländischer Kaufmann und Landesrat.

## Leben
Lars Ostermann war der Sohn von Potter Niels Jørgen Ostermann (1877–?) und seiner Frau Sara Abigael Charlotte Lundblad (1886–?). Er besuchte die Efterskole in Aasiaat. Später war er als Udstedsverwalter in Savissivik sowie in verschiedenen Orten in der Gemeinde Kangaatsiaq tätig. Von 1963 bis 1966 war er für eine Legislaturperiode Mitglied im grönländischen Landesrat. Er starb am 5. März 1982 im Alter von 65 Jahren.